# خودافشایی

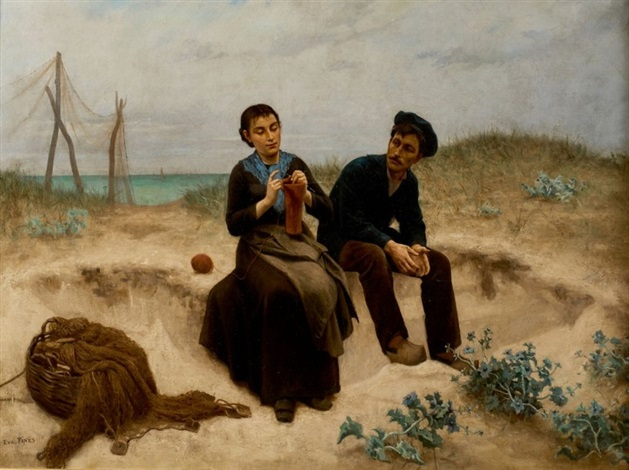
گفتگو بر تپه

خودافشایی (به انگلیسی: Self-disclosure) یک فرایند ارتباطی است که در آن فرد اطلاعاتی در مورد خودش را به دیگری می‌گوید. این اطلاعات می‌تواند توصیفی یا ارزش گذارانه باشد و می‌تواند شامل افکار، احساسات، آرمان‌ها، اهداف، شکست‌ها، موفقیت‌ها، ترس‌ها و رؤیاها و همچنین چیزهایی که فرد دوست دارد و چیزهایی که از آنها بیزار است، باشد.
نظریه رخنه اجتماعی فرض را بر این می‌گذارد که خودافشایی دو بعد دارد: وسعت و عمق. هر دوی این ابعاد در ایجاد یک رابطهٔ کاملاً صمیمانه بسیار مهم هستند. طیف عناوینی که توسط دو نفر مورد بحث قرار می‌گیرند وسعت خودافشایی است. میزان خصوصی یا شخصی بودن اطلاعات هم عمق آن را نشان می‌دهد. در آغاز گسترش وسعت خودافشایی آسان‌تر است زیرا ویژگی‌های آن قابل دسترس‌تر است: متشکل از لایه‌های بیرونی شخصیت و زندگی روزمره مانند شغل و علائق است. دستیابی به عمق سخت‌تر است و شامل خاطرات دردناک‌تر و صفات غیرمعمول است که ما ممکن است برای در میان گذاشتن آن با دیگران تردید کنیم. را به همسر و عزیزانمان بیشتر افشا می‌کنیم و در مورد طیف وسیعی از موضوعات با آنها صحبت می‌کنیم.
خودافشایی یکی از اجزا سازنده برای ایجاد صمیمیت است و نمی‌تواند بدون آن به دست بیاید. انتظار می‌رود خودافشایی متقابل و متناسب باشد. خودافشایی می‌تواند با تجزیه و تحلیل هزینه و پاداش آن که با نظریه مبادله اجتماعی قابل توضیح است، ارزیابی شود. بیشتر خودافشایی‌ها در اوایل بسط رابطه رخ می‌دهند اما خودافشایی‌های صمیمانه‌تر بعدتر رخ می‌دهد.